# Mario Boyé
Mario Emilio Heriberto Boyé Auterio (Buenos Aires, 30 de julio de 1922-Buenos Aires, 21 de julio de 1992) fue un futbolista argentino que se desempeñaba en la posición de delantero.
Surgido de las inferiores del Club Atlético Boca Juniors, hizo su debut en la Primera División de Argentina en el año 1941. Irrumpió de manera rápida y se convirtió en todo un símbolo del fútbol argentino de la década del 40, así como una de las principales figuras del club de la ribera, en donde es considerado uno de los grandes ídolos de su historia. 
Permaneció ocho años en el «xeneize» y logró un total de seis títulos en esa institución, entre los cuales destacan mayormente dos campeonatos de la Primera División de Argentina en 1943 y 1944, la obtención de estos campeonatos de manera consecutiva marcarían el primer bicampeonato en su carrera. 
Fue uno de los pocos futbolistas argentinos en emigrar a Europa (algo que era poco frecuente en la época) al ser transferido al Genoa de la Serie A de Italia. Estuvo en Italia durante un breve tiempo, hasta que se trasladó a Colombia a formar parte de las filas del Millonarios FC de dicho país que contaba con un gran éxodo de futbolistas argentinos en sus filas (El Dorado), pero su paso por aquel club también fue efímero y retornó a la Argentina ese mismo año para formar parte de Racing Club.
En  «La Academia» se desempeñó por un total de tres años y conquistó dos títulos de la Primera División de Argentina en los años 1950 y 1951, logrando así un nuevo bicampeonato, el segundo en su carrera. Por este hecho es también considerado un ídolo por la parcialidad racinguista. 
Continuó su carrera en el Club Atlético Huracán durante dos años para volver al club que lo vio nacer y retirarse definitivamente con Boca Juniors en 1955. 
Se caracterizaba principalmente por la fuerza y potencia que alcanzaban sus remates, los cuales rondaban en varias oportunidades los 180 km/h, de esta manera era temido por los arqueros de la época.
Es mencionado en el tango El sueño del pibe, en las estrofas que rezan: "Mamita, mamita, ganaré dinero, seré un Baldonedo, un Martino, un Boyé". Entre otros, fue grabado por la orquesta de Osvaldo Pugliese con el cantor Carlos Dante.

## Biografía

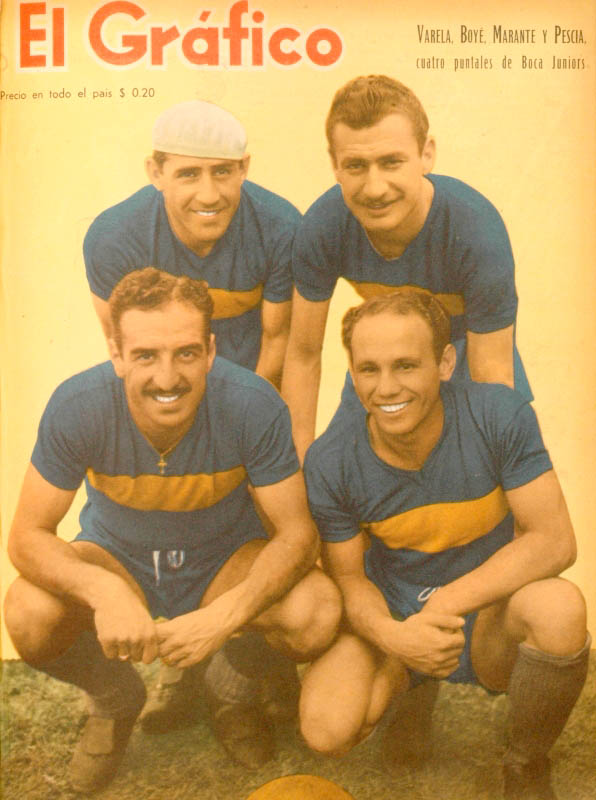
Severino Varela, Mario Boyé, José Marante y Natalio Pescia

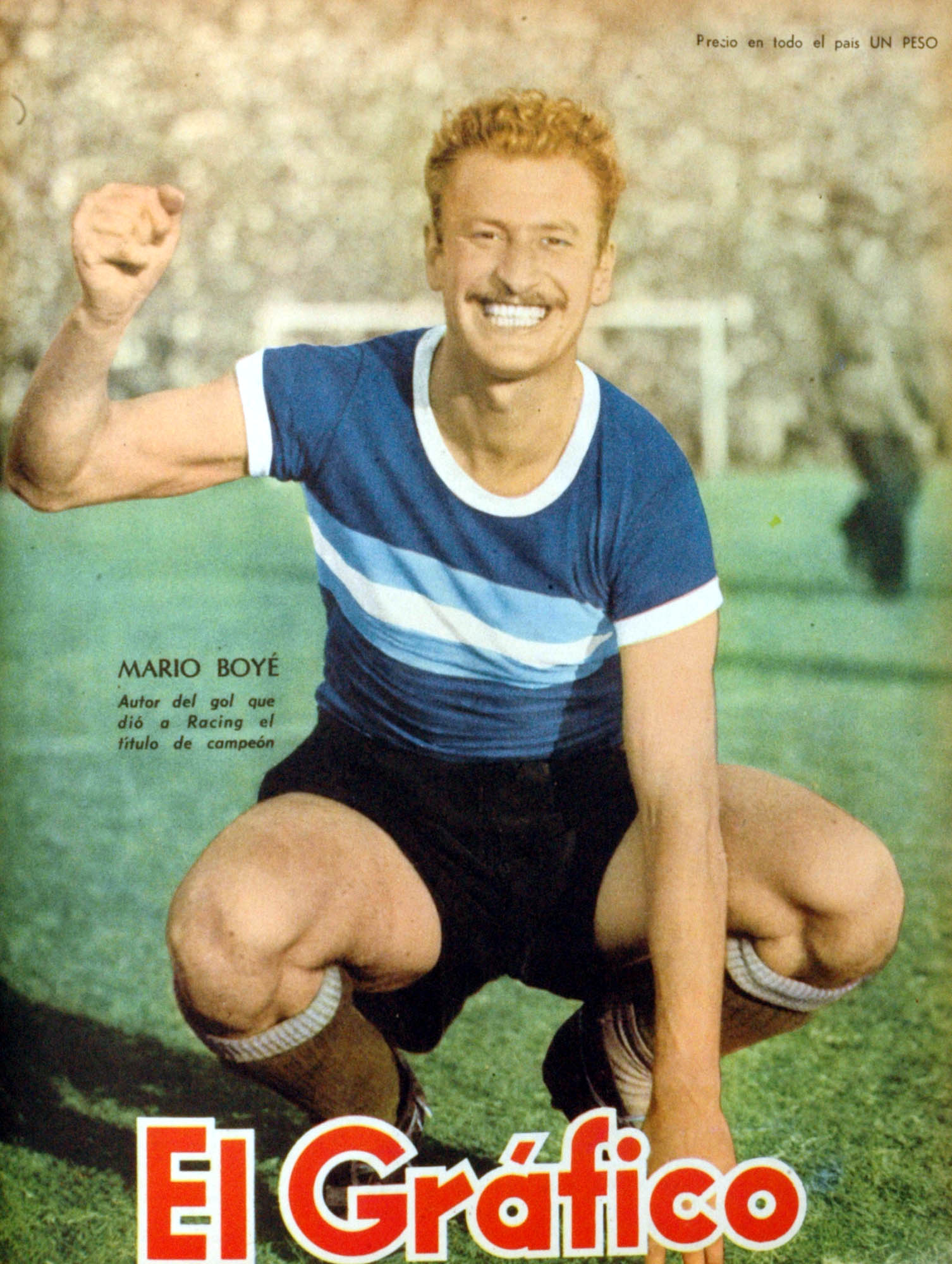
Mario Boyé (Racing) en 1951.

Se inició en 1936 en las inferiores de Boca Juniors, donde debutó el 8 de junio de 1941 en un partido contra Independiente de Avellaneda y siguió en ese club hasta 1949. En este prolongado paso que tuvo por el club de La Boca cosechó 6 títulos, destacados entre estos el bicampeonato de 1943-1944. Era técnicamente limitado, y debido a esto al comienzo de su carrera la hinchada no lo quería, pero a fuerza de goles y garra logró ganarse el corazón de todos los hinchas en esos años, y hasta hoy en día sigue siendo uno de los máximos ídolos Xeneizes. La primera división, como ya se había mencionado, no le fue tan fácil, debutó en 1941, pero no logró afirmarse hasta 1943, año en el que sería campeón y lo repetiría al año siguiente. Ahí brilló y se ganó la primera canción de una hinchada dedicada a su ídolo: "Yo te daré/ te daré niña hermosa/te daré una cosa/una cosa que empieza con B...Boyé" . La tenía merecida: cada vez que el equipo veía peligrar el triunfo, "Lucho" Sosa llenaba de centros el área rival y Boyé, apoyado en su excelente cabezazo o en sus potentes taponazos, daba vuelta la historia.
Permaneció en las filas del club de la ribera por un total de 8 años, logrando en total 6 títulos en la institución, los cuales consistieron en 2 campeonatos de primera división, 2 copas nacionales, la extinta Copa Carlos Ibarguren y la Copa de Competencia Británica, además de 2 torneos internacionales, la Copa de Confraternidad Escobar-Gerona, organizada en conjunto por la AFA y la AUF.
En 1949 pasó al Genoa Cricket & Football Club. En 1950 firmó contrato con Millonarios de Colombia, con el que jugó algunos amistosos. Pero de inmediato Racing Club se interesó por él y lo compró. Tuvo un buen paso por Racing Club, de 1950 a 1953, ganando 2 campeonatos en 1950 y 1951. En este último convirtió el gol decisivo en la final contra Banfield en el Gasómetro, que consagró a «la Academia» como tricampeón del fútbol argentino.
En 1954 fichó para Huracán hasta 1955. En 1955 volvió a Boca Juniors; el 29 de diciembre de ese año hizo su genial despedida como jugador, marcándole cuatro goles en un Superclásico a River Plate.
En total, para Boca Juniors, jugó 208 partidos (todos locales, internacionales ninguno), donde convirtió 112 goles.
Para la selección argentina jugó 14 partidos e hizo 6 goles (mientras jugaba en Boca Juniors); debutó en un partido 4-2 contra Ecuador el 31 de enero de 1945. Ganó los Sudamericanos 1945, 1946 y 1947. Muy recordada es su aparición en el documental "Historia del Fútbol Argentino" donde comenta su viaje a Londres, para enfrentar a Inglaterra en el mítico estadio de Wembley el 9 de mayo de 1951. Boyé opinaba que la Argentina no pudo ganar ese partido por falta de altura en sus jugadores. Decía Boyé: 
"...se armó un equipo más o menos bueno, muchos petisos lo único. Los ingleses eran todos grandotes. Y el equipo formó con: Rugilo; el ruso Colman, Filgueiras, dos petisos ya van... Iácono, otro petiso... Faina, otro petiso... y Pescia, otro petiso... adelante Boyé, grandote... Méndez, petiso... Bravo, bien... Labruna, discreto.... y Loustau, pequeño pero muy bueno..."
En 1960 volvió a Boca Juniors brevemente como mánager.
Mario Boyé falleció el 21 de julio de 1992.

## Clubes
| Club         | País      | Año       |
| ------------ | --------- | --------- |
| Boca Juniors | Argentina | 1941-1949 |
| Genoa CFC    | Italia    | 1949-1950 |
| Millonarios  | Colombia  | 1950      |
| Racing Club  | Argentina | 1950-1953 |
| Huracán      | Argentina | 1954      |
| Boca Juniors | Argentina | 1955      |

## Palmarés

### Campeonatos nacionales
| Título                        | Equipo       | País      | Año  |
| ----------------------------- | ------------ | --------- | ---- |
| Primera División              | Boca Juniors | Argentina | 1943 |
| Primera División              | Boca Juniors | Argentina | 1944 |
| Copa Carlos Ibarguren         | Boca Juniors | Argentina | 1944 |
| Copa de Competencia Británica | Boca Juniors | Argentina | 1946 |
| Primera División              | Racing Club  | Argentina | 1950 |
| Primera División              | Racing Club  | Argentina | 1951 |

### Campeonatos internacionales
| Título              | Equipo              | Sede      | Año  |
| ------------------- | ------------------- | --------- | ---- |
| Copa América        | Selección Argentina | Chile     | 1945 |
| Copa Confraternidad | Boca Juniors        | Uruguay   | 1945 |
| Copa América        | Selección Argentina | Argentina | 1946 |
| Copa Confraternidad | Boca Juniors        | Argentina | 1946 |
| Copa América        | Selección Argentina | Ecuador   | 1947 |

### Distinciones individuales
| Distinción                                                  | Año  |
| ----------------------------------------------------------- | ---- |
| Máximo Goleador de la Primera División Argentina (24 goles) | 1946 |

## Curiosidades y anécdotas
Hay varios hechos que los hinchas de Boca Juniors siempre recuerdan de él, y que hacían honor a su apodo de "Atómico" (tenía gran potencia en los disparos al arco):
- Abandonó la institución «xeneize» con la ostentosa cifra de 228 partidos disputados y 124 goles convertidos, lo que lo llevaron a ser el 6° máximo goleador en la historia de ese club, solo por detrás de Martín Palermo, Roberto Cherro, Francisco Varallo, Domingo Tarasconi y Jaime Sarlanga.
- Ostenta ser el primer wing goleador en un torneo profesional en la Primera División de Argentina al haber convertido 24 goles en el campeonato de primera división en el año 1946.
- En 1949 actuó en el filme Con los mismos colores dirigido por Carlos Torres Ríos.
- Las redes supieron de sus incontenibles remates en las inferiores de Boca. Por ese entonces, su padre le había prometido darle tres pesos por cada gol que metiera. y Boyé, pícaro, arregló con el 10 de su equipo Luis Carniglia, para compartir la mitad de las ganancias por cada asistencia. Así se cansó de meter goles.
- Convirtió un gol con tanta fuerza que rompió la red del arco, y el árbitro solo lo convalidó después de parar el partido y acercarse para observar los daños.
- Hizo un gol de tiro libre frente a Vélez desde una distancia de 40 metros. El disparo fue tan potente que le esguinzó la muñeca al arquero rival cuando intentó detenerla.
- Otro de sus famosos goles fue frente a Huracán, que tardó unos momentos en ser convalidado. Esto se debió a que la pelota pegó en el fondo de la red, que la embolsó, y enseguida salió expulsada de vuelta al campo, sin tocar el suelo. Con la mayoría de los jugadores desconcertados, el juez de línea por fin marcó el gol como legítimo.
- Isaac López (arquero de Chacarita Juniors en esa época) recibió un pelotazo de Boyé de lleno en la cara y cayó desmayado ante tal fuerza de disparo. Pudo evitar el gol, pero el partido se tuvo que parar y recién se reanudó cuando este se "despertó", y aseguró no recordar nada de los últimos minutos de su vida.
- Cuentan algunos oyentes e hinchas de esa época, que en un entrenamiento Boyé mató con un disparo suyo a una vaca que estaba pastando detrás de un arco.

Su estilo de juego compensaba su falta de técnica para eludir jugadores, con una gran velocidad y la mencionada potencia de disparo al arco, además de su gran cabezazo producto de los centros de otro gran ídolo de Boca Juniors el recordado "Lucho" Sosa